# Poul Nyboe Andersen
Pour les articles homonymes, voir Andersen.
Poul Nyboe Andersen, né le 23 novembre 1913 à Ribe au Danemark et mort le 5 novembre 2004, est un homme politique danois, membre du parti Venstre, ancien ministre et ancien député au Parlement (le Folketing).